# Episodi di NYPD - New York Police Department (prima stagione)
La prima stagione della serie televisiva NYPD - New York Police Department è stata trasmessa in prima visione negli Stati Uniti d'America da ABC dal 21 settembre 1993 al 17 maggio 1994.
In Italia è stata trasmessa in prima visione da Canale 5 nel 1995.
| nº | Titolo originale      | Titolo italiano           | Prima TV USA      | Prima TV Italia |
| -- | --------------------- | ------------------------- | ----------------- | --------------- |
| 1  | Pilot                 | Quindicesimo distretto    | 21 settembre 1993 | 2 agosto 1995   |
| 2  | 4B or not 4B          | Una relazione pericolosa  | 28 settembre 1993 |                 |
| 3  | Brown Appetit         | Nuovamente in servizio    | 5 ottobre 1993    |                 |
| 4  | True confessions      | Confessioni a rischio     | 12 ottobre 1993   |                 |
| 5  | Emission accomplished | Missione compiuta         | 19 ottobre 1993   |                 |
| 6  | Personal foul         | Libertà concessa          | 26 ottobre 1993   |                 |
| 7  | NYPD Lou              | Uomini e lupi             | 2 novembre 1993   |                 |
| 8  | Tempest in a C-Cup    | Indagine di routine       | 16 novembre 1993  |                 |
| 9  | Ice follies           | Incontro romantico        | 30 novembre 1993  |                 |
| 10 | Oscar, Meyer, Weiner  | Corruzione                | 7 dicembre 1993   |                 |
| 11 | From Hare to eternity | La promozione             | 14 dicembre 1993  |                 |
| 12 | Up on the roof        | Una truffa quasi perfetta | 4 gennaio 1994    |                 |
| 13 | Abandando abandoned   | Amori spezzati            | 11 gennaio 1994   |                 |
| 14 | Jumping Jack Fleshman | Pentimenti                | 18 gennaio 1994   |                 |
| 15 | Steroid Roy           | Detective in amore        | 8 febbraio 1994   |                 |
| 16 | A sudden fish         | Il ricatto                | 15 febbraio 1994  |                 |
| 17 | Black men can jump    | L'investigatore privato   | 1º marzo 1994     |                 |
| 18 | Zeppo Marks Brothers  | Laura nel mirino          | 22 marzo 1994     |                 |
| 19 | Serge the concierge   | Indagine tra i rifiuti    | 29 marzo 1994     |                 |
| 20 | Good time Charlie     | La ricaduta               | 3 maggio 1994     |                 |
| 21 | Guns 'n' Rosaries     | Confessione liberatoria   | 10 maggio 1994    |                 |
| 22 | Rockin' Robin         | Un nuovo amore            | 17 maggio 1994    |                 |